# Crenigomphus cornutus
Crenigomphus cornutus là loài chuồn chuồn trong họ Gomphidae. Loài này được Pinhey mô tả khoa học đầu tiên năm 1956.